# Райтц, Фриц
Фриц Отто Райтц (нем. Fritz Otto Reitz; 15 мая 1885, Бургдорф, кантон Берн — 23 августа 1969, Пура, кантон Тичино) — швейцарский виолончелист. Сын военного дирижёра Фрица Райтца.
Окончил Лейпцигскую консерваторию (1904). В 1904—1906 гг. играл в оркестре в Гёрлице, затем в 1906—1914 гг. в Берлинском филармоническом оркестре. В 1914 г. также начал выступать в составе фортепианного трио с Элли Ней и Виллемом ван Хоогстратеном, гастролировал в этом составе по Нидерландам и Швейцарии вплоть до 1921 г. В апреле 1914 г. вернулся в Швейцарию, солист Оркестра Тонхалле. Выступал также в составе струнного квартета под руководством Виллема де Бура; этому коллективу посвящён квартет № 2 Фолькмара Андреэ (1919).
Опубликовал книгу «Прогулки по струнным квартетам Бетховена» (нем. Wanderungen durch Beethovens Streichquartette; 1927). В 1914—1952 гг. преподавал в Цюрихской консерватории, среди его учеников Регина Шейн.